# RIK 1
RIK 1, řecky ΡΙΚ ΕΝΑ, nebo také CyBC 1 je prvním veřejnoprávní kanálem ve státě Kypr, který vysílá již od dne 1. září 1957.
Obsluhuje a vlastní jej veřejnoprávní společnost Radiofonikó 'Idryma Kýprou, zkráceně RIK.
Zakladatelem kanálu byl John Harding (guvernér britské provincie Kypru).
Pozemně je k dispozici v celém Řecku, jakož i na kabelových sítích. Některé z vysílaných pořadů jsou přenášeny souběžně v RIK Sat. Plán vysílání se skládá z kulturních i informačních pořadů, talk show, dokumentárních filmů, seriálů, filmů a zábavu.
Barevné vysílání bylo zahájeno v roce 1982.
Sídlo se nachází v hlavním městě Kypru, Nicosii. Mezi sesterské kanály patří RIK 2 (ΡΙΚ 2), ΡΙΚ HD (RIK HD) a ΡΙΚ SAT (RIK SAT).